# Semaine de quatre jours
La semaine de quatre jours est une revendication économique et politique prônant une semaine de travail standard réduite à quatre jours au lieu de cinq. Lancée dans les années 1990 en Europe, et soutenue par des hommes politiques tels que Jacques Delors ou Gilles de Robien, elle est l'une des quinze propositions du Collectif Roosevelt.
Le principe est de mieux partager le temps de travail, y compris dans le secteur privé, ce qui conduit à engager de nouvelles personnes, et par là à réduire le chômage tout en dégageant du temps de loisir supplémentaire pour les salariés. On parle alors de « partage du temps de travail ».

## Mises en œuvre par pays

### Allemagne
La semaine de quatre jours, dans une formule différente et plus complexe qu'en France (28 h, avec une baisse de salaire de 20 %, ramenée à 10 % grâce à un système de primes), a fonctionné pendant un certain temps dans les usines Volkswagen jusqu'à la production de nouveaux modèles de véhicules qui demandaient davantage d'heures de travail. À ce jour, le principe n'y a pas été reconduit.

### France
La formule est initiée et véhiculée par Pierre Larrouturou dès 1993. Elle est mise en application par la droite en 1996, avec une loi facultative votée à l'initiative de Gilles de Robien, la loi Robien sur l'aménagement du temps de travail, qui est abrogée avec la promulgation de la réforme des 35 heures.
D'après Pierre Larrouturou, 400 entreprises (restaurants, auto-écoles, SSII, TPME) ont pu profiter de la Loi Robien entre juin 1996 et juin 1998. Ayant embauché 10 %, ou plus, de salariés supplémentaires, ces entreprises ont bénéficié d’une exonération de 8 % de leurs cotisations sociales. Pour quelques autres exemples, la formule est toujours effective malgré l'abrogation de la loi :
- Macif : création de 800 CDI, blocage de tous les salaires pendant 18 mois, société d'assurance ouverte 24h/24, 7 jours/7[4] ;
- Fleury Michon : création de 125 CDI sans perte de salaire, entreprise ouverte 6 jours par semaine[5].
- Mamie Nova : création de 120 CDI (800 salariés au départ)[6] ;
- Télérama[réf. souhaitée].

Pierre Larrouturou persiste à faire de la semaine de quatre jours une des solutions (quinze propositions) à la crise actuelle,.
En janvier 2023, François Durgueil, gérant du restaurant gastronomique L'Agape à Limoges, met en place la semaine de quatre jours pour ses salariés. Cette réorganisation permet un meilleur équilibre entre vie professionnelle et personnelle, un gain de productivité, et une réduction des pertes grâce à une meilleure gestion des produits frais. Un an après, il constate que ses employés sont plus reposés et que le chiffre d’affaires en bénéficie, malgré une rentabilité limitée par l’inflation 
En France, la première initiative a été lancée en décembre 2024 par 4jours.work, soutenu par le mouvement 4 Day Week Global, Pierre Larrouturou, B Lab France, la CFE-CGC et emlyon business school. Une dizaine d'entreprises se forment et expérimentent la semaine de 4 jours.
La recherche académique, menée par Françoise Dany etemlyon et Jean-Yves Boulin, chercheur-associé à Paris-Dauphine analyseront l'impact du passage à la semaine de 4 jours sur la performance de l'entreprise, la qualité de vie au travail, l'usage du temps libéré et l'aspect environnemental.

### Royaume-Uni
À partir du 1er juin 2022, 70 entreprises britanniques (soit plus de 3 300 employés) de tailles variées et de différents secteurs testent la semaine de quatre jours de travail pour une durée de six mois, et ce sans perte de salaire,. Le résultat est connu en février 2023 : baisse des burnouts et des arrêts de travail sur la période, et hausse des bénéfices pour les entreprises participant,. Plus de 9 entreprises sur 10 souhaitent continuer ce rythme.

### Émirats arabes unis
Le 7 décembre 2021, les Émirats arabes unis annoncent adopter une semaine de travail de quatre jours et demi pour tout le secteur public fédéral.

### Suisse
L'idée de la semaine de quatre jours a été introduite dans le débat politique suisse par Jean-Claude Rennwald en 1996. Plus récemment, en 2021, Tamara Funiciello a relancé la proposition avec une motion intitulée "Réduire le temps de travail".
Parallèlement, une collaboration a vu le jour en 2024 entre la Haute école spécialisée bernoise, départment gestion, l'ONG 4 Day Week Global et Hailperin Beratung. Ce partenariat vise à étudier la question de la semaine de quatre jours et à accompagner les entreprises qui souhaitent mettre en place cette organisation du travail.

## Les propositions de Pierre Larrouturou

### Origine
C'est de retour d'un congé d'une année sabbatique que Pierre Larrouturou passe chez ATD Quart monde que lui est venue l'idée que le travail pouvait être partagé, en réduisant le temps de travail individuel, en le ramenant, par semaine, quinzaine, ou mois (ou plus), à une moyenne de 32 heures par semaine (pour la majorité des salariés, des semaines de 32 heures ; pour les cadres, par exemple, ce seront d'autres formules). Le calcul fait, il estime à l'époque que jusqu'à deux millions d'emplois peuvent être créés.
Il prône alors, en 1993, la semaine de quatre jours,.
À cette époque, des sociétés expérimentent la baisse de la durée hebdomadaire du travail, avec différentes formules, comme en Allemagne Volkswagen. Ce thème est aussi repris par certains patrons français (comme Antoine Riboud, le fondateur de Danone). La droite, au pouvoir, propose une législation non contraignante basée sur le seul volontariat des entreprises : c'est la loi Robien rédigée par Gilles de Robien, dont Pierre Larrouturou est un des concepteurs.
La mise en place par Martine Aubry, ministre de l’Emploi sous le gouvernement Jospin, de la réforme des 35 heures est loin de le satisfaire : votée sans négociation, il la juge inadéquate car uniforme, non basée sur le volontariat, et à long terme préjudiciable à tout débat sur le partage du temps de travail (« le double piège »). Cette réforme des 35 heures en France entraine, de facto, la non-reconduction de la loi Robien.

### Le dispositif
Le dispositif se décline de multiples façons, suivant les corps de métiers, au gré des entreprises. Il existe en 2014 vingt-sept organisations différentes de « semaine de 4 jours ». Par exemple :
- 4 jours de travail (32 heures) sur 5 (pour la plupart des salariés).
- 4 jours sur 5 ½ ou 4 jours sur 6 dans la distribution.
- 4 jours sur 7 (hôpitaux, transports).
- 1 semaine libre sur 5.
- 1 semaine longue, 1 semaine courte (pour les chauffeurs routiers par exemple).
- 1 week-end de 4 jours toutes les deux semaines.
- 1 mois libre sur 5 (chercheurs, programmeurs en informatique…).
- 1 année sabbatique tous les 5 ans (chercheurs…).
- Possibilité de prendre 4 années sabbatiques au cours de la vie professionnelle (comprises dans les 42 années de cotisation).
- Etc.

#### Impact sur les salaires
Dans de nombreuses entreprises qui ont déjà adopté le dispositif, les plus faibles salaires n'ont rien perdu, les plus hauts salaires ont perdu 2 ou 3 %. La formule améliorée fait appel à l'activation des fonds Unédic permettant le maintien ses salaires, l'entreprise ne payant plus de cotisations Assedic.[réf. nécessaire]

### La démarche / Les avantages
La démarche de Pierre Larrouturou part de ce constat : « Depuis deux siècles, il y a de plus en plus de machines pour accomplir un travail à l'origine entièrement humain. En quelques années, les apports considérables de l'informatique ont beaucoup aidé au développement des entreprises.
Il y a besoin de moins en moins d'effort humain, de temps de travail, pour accomplir de plus en plus de choses et subvenir aux besoins des populations. D'autre part, la France est l’un des pays au monde qui a la meilleure productivité. Ainsi, depuis 1974, le travail nécessaire à l’économie a baissé de plus de 10 %, alors que le nombre de personnes disponibles a augmenté de 23 %.
Il y a maintenant un écart d’au moins 35 % entre l’offre et la demande de travail.
Les Français n’ont jamais été aussi efficaces, jamais d'aussi nombreux travailleurs potentiels.
Mais, comme la durée du travail a très peu baissé depuis trente ans, le résultat est, d'une part, un chômage massif, d'autre part une stagnation des salaires et une baisse du niveau de vie. »

#### Évaluation du partage du temps de travail au cours des années 2000
- 2006. D’après Fabienne Brutus, auteur du livre Chômage, des secrets bien gardés, alors que les chômeurs de la catégorie "A" représentent 9,6 % de la population, en ajoutant à cette catégorie les personnes cherchant un emploi au sein d’une association loi de 1901, les recherches de stage, les emplois aidés, les emplois précaires, les personnes s’absentant aux contrôles de Pôle emploi, les allocataires du RMI, etc., le nombre total de personnes privées d’un emploi décent avoisine les 19 %.
- 2008. D’après Michel Rocard[28], 25 % des Français sont soit chômeurs, soit travailleurs précaires, soit pauvres.
- 2013. Selon une enquête de la Dares, pour les salariés à temps complet, la durée habituelle hebdomadaire de travail est de 39,5 heures[29].
- 2014. Moins de 19 millions de personnes travaillent à temps plein, parfois plus que 60 heures par semaine, en heures supplémentaires payées ou non payées (d'après Gérard Filoche, il y aurait environ un milliard d'heures supplémentaires en France, dissimulées ou non[30]) ; 4 millions de personnes font 0 heure par semaine ; plus de 3 millions de personnes sont en CDD ou intérim ; 5 780 000 sont inscrites à Pôle emploi (septembre 2013), bien que pas toutes considérées comme chômeurs. Ne sont plus comptabilisés en tant que chômeurs : les chômeurs des DOM-TOM ; les personnes âgées de plus de 55 ans ; les personnes cherchant un CDD, une mission d’intérim, ou un temps partiel (catégorie C) ; les personnes des catégories B, D et E.[réf. souhaitée]
- 2023. Selon les données du ministère du travail, environ 10 000 salariés sont concernés par cette pratique. Même le secteur public n'est pas en reste : en Picardie, les employés d'une caisse de l'Urssaf se sont vus proposer cette opportunité à partir du mois de Mars 2023[31].

Le ministère du Travail, étudiant l’effet sur l’emploi dans les 400 entreprises françaises passées en 1997 aux 4 jours, estimait qu’un mouvement général vers les 4 jours créerait 1 600 000 emplois en CDI à temps plein (sans tenir compte ni des métiers émergents autour du temps libre, ni du fait que la création de ces emplois, donc le surcroît de consommation chez les ménages concernés, aurait un impact appréciable sur la croissance).[réf. souhaitée]
En 1994, dans son livre blanc, l’Association Nationale des Docteurs es-sciences économiques et en sciences de gestion affirmait : « Une baisse de 20 % du temps de travail, accompagnée d’une baisse de 10 % des cotisations sociales, permettrait la création de 1,5 à 2 millions d’emplois ».
Larrouturou estime qu'il faut choisir au plus vite entre un partage du travail imposé – avec un chômage massif –, et un partage du travail choisi, mieux équilibré.
Le promoteur de la semaine de quatre jours trouve de nombreux avantages au partage du travail :
– Lorsque beaucoup plus de gens travaillent, mais sur une moyenne de 30 ou 32 h, les machines fonctionnent plus longtemps au cours d’une semaine et sont mieux rentabilisées, les employés sont davantage disponibles vis-à-vis de la clientèle.
– Refondre l’organisation du travail dans l’entreprise peut remotiver les salariés.
– Un horaire moyen de travail est avantageux en cas de pics d’activité (car pas de précarité).
– La S4J non seulement crée de l’emploi mais renforce la cohésion des équipes : si un cadre important est absent un jour par semaine, ou une semaine par mois, les employés sont obligés de collaborer, de se parler, de se faire confiance. Un meilleur climat s’instaure au sein de l’entreprise.
– Avec davantage de temps libre la qualité de vie s’améliore, les employés sont plus reposés et plus efficaces ; la compétitivité – actuellement en décroissance en France – augmente. Seules les heures supplémentaires vraiment nécessaires à la bonne marche de l’entreprise sont maintenues.

### Faisabilité / Contraintes
- Une obligation pour la S4J[33] est que le passage aux quatre jours « doit être neutre sur le plan de la masse salariale – on joue sur les exonérations accordées à l'entreprise –, quitte à réviser ultérieurement la masse à la hausse, si la nouvelle organisation le permet. »

Pour certaines entreprises, la mise en place de la semaine de 4 jours peut prendre plusieurs mois. Pour d’autres, un ou deux ans. Un accompagnement est nécessaire, des conseillers mis à disposition par l’État indispensables. Selon Larrouturou, si tout était mécanique, on pourrait s’attendre à ce que les 4 jours créent 20 % d’emplois. Or la dynamique du dispositif consiste à laisser les entreprises créer de la productivité pour générer des emplois durables. Les partenaires sociaux seront consultés, les caisses de retraite et de maladie recevront environ 4,8 % d’argent en plus.
Pierre Larrouturou estime que « l’activation des fonds de l’Unedic et l’effort des salariés au-dessus du SMIC représenteraient quelque 200 à 210 milliards d'euros », ce qui est une autre de ses suggestions.
« On doit casser les tabous financiers », et « mettre en place une politique d’accompagnement ». Il préconise « l’adoption d’une loi-cadre par un référendum précédé d’un débat approfondi », ce qui selon lui aurait l’avantage d’ôter les doutes et les inquiétudes de beaucoup.
Pour vérifier que le passage à 4 jours n’a pas d’inconvénient macro-économique Patrick Artus, membre du Conseil d’analyse économique, « a exploré le bouclage macro-économique de la formule Larrouturou. Il [le dispositif] maintient le potentiel de production, la stabilité des coûts, la stabilité (ou la hausse) du revenu disponible de l’ensemble des ménages. Il n’aggrave pas le déficit public. Ce qui ne présage en rien de sa faisabilité pratique ».

### Perception
Dans l'ensemble, et jusqu'à très récemment[Quand ?], la semaine de 4 jours était largement inconnue et donc peu commentée dans les médias. Pierre Larrouturou lui-même y était assez peu présent.
Des chefs d'entreprise comme Claude Bébéar (AXA), Antoine Riboud (Danone) ou Christian Boiron, des responsables syndicaux, Marc Blondel (Force ouvrière) et Alain Deleu (CFTC), des employés (dont des cadres), se sont prononcés favorablement sur la semaine de 4 jours.
Parmi les économistes, le dispositif a le soutien de Claude Alphandéry, Denis Clerc, fondateur d'Alternatives économiques, Jean Gadrey, René Passet, Sandrine Rousseau, Richard Sobel, Nicolas Postel… Il a été soutenu par des personnalités telles que Jacques Delors, Edgar Morin, Michel Rocard, Stéphane Hessel, ainsi que des sociologues, chercheurs, philosophes, psychanalystes : Isabelle Attard, Robert Castel, Cynthia Fleury, Susan George, Roland Gori, Dominique Méda...
Pierre Larrouturou expliquait en 2007 l'absence de soutien au sein du Parti socialiste en affirmant que, pour ses responsables, le temps de travail était devenu un sujet trop tabou.
Au centre, Jean Peyrelevade, p.-d.g. du Crédit lyonnais entre 1993 et 2003, s'y était montré favorable.
À droite, des personnalités comme Michel Barnier et même Jacques Chirac en 1993, ont soutenu explicitement la semaine de 4 jours.
Nicolas Sarkozy affirmait en 2004 : « Le partage du temps de travail est inadapté. »
Selon Larrouturou, c’est la crainte d'être licencié qui provoque la « perte de pouvoir de négociation des salariés ». Le Medef s'oppose à toute négociation sur une réduction du temps de travail individuel.

#### «Les accords Robien un an après, l'expérience des salariés»
Une enquête de l’Institut Louis Harris a été réalisée en juin/juillet 1999, soit un an après l'abrogation de la loi Robien, auprès d’un ensemble de salariés qui avaient donc un recul minimum d’un an par rapport à la mise en place des accords Robien, « ce qui a notamment permis à ceux qui travaillaient selon un horaire modulé sur l’année de connaître l’ensemble des périodes hautes et basses de durée du travail ». L’enquête a concerné 127 entreprises ayant accepté d’y participer dans les délais (314 avaient été tirées au sort, parmi lesquelles 90 ont refusé). Elle a été effectuée auprès de 526 salariés tirés au sort. « Si les salariés apparaissent majoritairement satisfaits, près de la moitié (46%) a une opinion plus mitigée, dont un cinquième est clairement mécontent » (soit 2,3 %).

## [1]Voir aussi